# Bono (Arkansas)
Bono – miasto w Stanach Zjednoczonych, w stanie Arkansas, w hrabstwie Craighead.